# Puchar Świata w Zapasach 2010 – styl wolny mężczyzn
Zawody Pucharu Świata w 2010 roku w stylu wolnym odbyły się w dniach 6–7 marca w Moskwie w Rosji.

## Ostateczna kolejność drużynowa
| Poz. | Państwo           |
| ---- | ----------------- |
|      | Rosja             |
|      | Iran              |
|      | Azerbejdżan       |
| 4.   | Ukraina           |
| 5.   | Białoruś          |
| 6.   | Stany Zjednoczone |
| 7.   | Turcja            |
| 8.   | Uzbekistan        |

## Wyniki

### Grupa A
| Grupa A     |
| ----------- |
| 1. Rosja    |
| 2. Ukraina  |
| 3. Białoruś |
| 4. Turcja   |

### Mecze
- Rosja -  Białoruś 4-3
- Rosja -  Ukraina 6-1
- Rosja -  Turcja 6-1
- Białoruś -  Ukraina 2-5
- Białoruś -  Turcja 4-3
- Ukraina -  Turcja 4-3

### Grupa B
| Grupa B              |
| -------------------- |
| 1. Iran              |
| 2. Azerbejdżan       |
| 3. Stany Zjednoczone |
| 4. Uzbekistan        |

### Mecze
- Stany Zjednoczone -  Iran 2-5
- Stany Zjednoczone -  Azerbejdżan 2-5
- Stany Zjednoczone -  Uzbekistan 5-2
- Uzbekistan -  Iran 1-6
- Uzbekistan -  Azerbejdżan 1-6
- Iran -  Azerbejdżan 5-2

### Finały
- 7-8  Turcja -  Uzbekistan 7-0
- 5-6  Białoruś -  Stany Zjednoczone 5-2
- 3-4  Azerbejdżan -  Ukraina 5-2
- 1-2  Rosja -  Iran 5-2

## Klasyfikacja indywidualna

### I-VIII
| Waga   |                     |                            |                     | 4               | 5                  | 6               | 7                              | 8                          |
| ------ | ------------------- | -------------------------- | ------------------- | --------------- | ------------------ | --------------- | ------------------------------ | -------------------------- |
| 55 kg  | Władisław Andriejew | Hasan Rahimi               | Oybek Kamolov       | Sezer Akgül     | Sam Hazewinkel     | Yaşar Əliyev    | Azər Paşayev                   | Nariman Israpiłow          |
| 60 kg  | Wasyl Fedoryszyn    | Biesik Kuduchow            | Zelimchan Chusejnow | Shawn Bunch     | Aleksandr Kontojew | Muhammet Demir  | Saeid Ahmadi Zarinkolaei       | Mostafa Aghadżani          |
| 66 kg  | Emin Əzizov         | Andrij Stadnik             | Adam Batirow        | Yasin Bolat     | Mahdi Taghawi      | Albiert Batyrow | Ixtiyor Navruzov               | Hassan Magomedov           |
| 74 kg  | Murad Hajdarau      | Czamsułwara Czamsułwarajew | Aniuar Giedujew     | Sadegh Gudarzi  | Dżambuli Czotatdze | Michael Poeta   | Batuhan Demirçin               | Sa’id Rijahi               |
| 84 kg  | Nauruz Tiemriezow   | Jake Herbert               | Abdusałam Gadisow   | Ehsan Laszgari  | Erhan Cihangiroğlu | Taras Dańko     | Sosłan Gatcyjew                | Serdar Böke Iwan Jankouski |
| 96 kg  | Chietag Gaziumow    | Reza Jazdani               | Gieorgij Kietojew   | Pawło Olijnyk   | Serhat Balcı       | James Bergman   | Salih Erinç Siarhiej Piernikau | ----                       |
| 120 kg | Tervel Dlagnev      | Bilał Machow               | Rusłan Szejchow     | Fatih Çakıroğlu | Ali Isajew         | Fardin Masumi   | Oleg Kałagow                   | Mohammad Reza Azarszakib   |

### IX-XIV
| Waga   | 9                   | 10                          | 11               | 12                   | 13             | 14                     |
| ------ | ------------------- | --------------------------- | ---------------- | -------------------- | -------------- | ---------------------- |
| 55 kg  | Mykoła Ajwazian     | Ahmet Peker                 | Wiktor Lebiediew | Abbas Dabbaghi       | Danny Felix    | ----                   |
| 60 kg  | Bakhram Ermatov     | Opan Sat                    | Dilshod Mansurov | Ağahüseyn Mustafayev | Tevfik Odabaşı | Magomedkamil Magomedov |
| 66 kg  | Mostafa Hosejnchani | Teyon Ware                  | Vais Tlegenov    | Mustafa Kuyucu       | Corey Jantzen  | ----                   |
| 74 kg  | Kamał Malikow       | Muradulla Ablokulov         | Ayhan Sucu       | Trent Paulson        | ----           | ----                   |
| 84 kg  | ----                | Siergiej Kirłłow            | Sosłan Tigijew   | ----                 | ----           | ----                   |
| 96 kg  | Szamil Achmiedow    | Omargadży Magomiedow        | Kurban Kurbanow  | ----                 | ---            | ---                    |
| 120 kg | Iwan Iszczenko      | Ali Gürbüz Tokhtar Temrezov | ----             | ----                 | ----           | ----                   |